# Anne Peters
Anne Peters (* 15. November 1964 in Berlin) ist eine deutsch-schweizerische Rechtswissenschaftlerin mit Schwerpunkt Völkerrecht. Sie ist Direktorin am Max-Planck-Institut für ausländisches öffentliches Recht und Völkerrecht, Titularprofessorin an der Universität Basel und Honorarprofessorin an der Ruprecht-Karls-Universität Heidelberg und der Freien Universität Berlin sowie William W. Cook Global Law Professor an der Michigan Law School. Zu ihren Forschungsschwerpunkten zählen Konstitutionalisierung und Geschichte des Völkerrechts, globales Tierrecht, Global Governance sowie der Status des Menschen im Völkerrecht. Seit 2019 ist Anne Peters Vorsitzende der Deutschen Gesellschaft für Internationales Recht.

## Leben und Wirken
Anne Peters studierte Rechtswissenschaften, Neugriechisch und Spanisch an der Julius-Maximilians-Universität Würzburg, an der Universität Lausanne, an der Albert-Ludwigs-Universität Freiburg und an der Harvard Law School. Peters promovierte 1994 mit der Dissertation Das Gebietsreferendum im Völkerrecht: seine Bedeutung im Licht der Staatenpraxis nach 1989 an der Albert-Ludwigs-Universität Freiburg. Von 1995 bis 2001 war sie als Wissenschaftliche Assistentin am Walther-Schücking-Institut für internationales Recht der Christian-Albrechts-Universität zu Kiel tätig. Sie habilitierte sich dort im Jahr 2000 mit der Habilitationsschrift Elemente einer Theorie der Verfassung Europas.
Von 2001 bis 2013 war Peters ordentliche Professorin für Völker- und Staatsrecht an der Universität Basel. Von 2004 bis 2005 war sie Dekanin, von 2008 bis 2012 Forschungsdekanin der Juristischen Fakultät Basel und von 2008 bis 2013 Forschungsrätin beim Schweizerischen Nationalfonds. Seit 2013 ist sie Direktorin am Max-Planck-Institut für ausländisches öffentliches Recht und Völkerrecht in Heidelberg. Ebenfalls seit 2013 ist Peters Titularprofessorin für Öffentliches Recht, Völkerrecht, Europarecht, Rechtsvergleichung an der Universität Basel, korrespondierendes Mitglied der Österreichischen Akademie der Wissenschaften und seit 2014 Honorarprofessorin an der Ruprecht-Karls-Universität Heidelberg.
Gastprofessuren hatte Peters am Institut d’études politiques de Paris (2009), an der Universität Paris Panthéon-Assas, Institut des hautes études internationales (2014) sowie an der Peking University, Institute of International Law (2014 und 2016) und der Université Panthéon-Sorbonne (2015) inne. Sie war 2012/2013 Fellow am Wissenschaftskolleg zu Berlin.
Peters war 2008–2010 Vizepräsidentin und 2010–2012 Präsidentin der European Society of International Law sowie 2014–2015 Vorstandsmitglied der Vereinigung der Deutschen Staatsrechtslehrer. Sie war Mitglied (substitute) der Venedig-Kommission (European Commission for Democracy through Law) für Deutschland (2011–2015) und Rechtsexpertin der Independent Fact Finding Mission zum Konflikt in Georgien (2009). Sie amtet seit 2017 im Vorstand der Deutschen Gesellschaft für Internationales Recht (DGIR), seit 2014 im allgemeinen Rat der Gesellschaft für Internationales Verfassungsrecht (I-CON-S) sowie seit 2002 als Vizepräsidentin des Stiftungsrates des Basel Institute on Governance (BIG). Sie ist seit 2013 Mitglied des Völkerrechtswissenschaftlichen Beirats des Auswärtigen Amts sowie im Forschungsbeirat der Stiftung Wissenschaft und Politik.

## Forschungsschwerpunkte und Thesen
Die Forschungsinteressen von Peters umfassen Konstitutionalisierung und Geschichte des Völkerrechts, globales Tierrecht, Global Governance sowie der Status des Menschen im Völkerrecht. Dabei vertritt Peters folgende Thesen:
Gebietsbezogene Referenden sind, wenn sie frei, fair, friedlich und unter unparteiischer Beobachtung ablaufen, ein notwendiger, aber nicht hinreichender prozeduraler Faktor der Ausübung des Selbstbestimmungsrechts der Völker. Sie können auf diese Weise zur Legalisierung eines Gebietswechsels beitragen, auch im Fall der einseitigen Abspaltung einer Region von einem Staat.
Grundlegende Rechtsnormen der EU können und sollten als Verfassung der EU qualifiziert werden (unabhängig von der Existenz einer formalen Verfassungsurkunde). Diese europäische Verfassung erlangt ihre Legitimation vor allem durch Bewährung, somit durch ihren „Output“, also Rechts- und Politikergebnisse im europäischen öffentlichen Interesse, weniger aufgrund ihrer Genese und über den „Input“ von Seiten der europäischen Bürger durch Wahlen und Abstimmungen.
Der Aushöhlung des staatlichen Verfassungsrechts durch zunehmend intensive Ausübung von Hoheitsgewalt durch internationale Organisationen, zunehmende völkerrechtliche Regulierungen und extraterritoriale Effekte staatlichen Handelns kann und soll durch die Anerkennung von globalem Verfassungsrecht, das diese Hoheitsrechtsausübung konstituiert, kanalisiert und eingrenzt, ausgeglichen werden („compensatory constitutionalism“).
Die Völkerrechtswissenschaft soll und kann ihrer Tendenz zum epistemischen Nationalismus begegnen, indem sie nationale Vorprägungen problematisiert und ausreichend Distanz von der Rechtspraxis wahrt; die Verfolgung einer konstruktiven Utopie ist Aufgabe der Völkerrechtswissenschaft.
Die Demokratisierung des Völkerrechts und des globalen Regierens ist möglich und notwendig, um deren mittelbare demokratische Legitimation (über nationale Parlamente und Regierungen) zu ergänzen (“dual democracy”).
Das Wohlergehen von Menschen, ihre Sicherheit und ihre Rechte sind Grund und Grenze der staatlichen Souveränität. „Humanity“, nicht „Sovereignty“ ist Letztbegründung des Völkerrechts.
Ein allgemeines Transparenzprinzip hat sich als Grundprinzip des Völkerrechts in allen seinen Teilgebieten, beginnend mit dem Umweltrecht, herausgebildet. Die Funktion von Transparenz im Völkerrecht ähnelt derjenigen im nationalen öffentlichen Recht: Transparenz ermöglicht öffentliche Kritik an der Ausübung der internationalen Hoheitsgewalt. Das Transparenzprinzip stärkt die Qualität des Völkerrechts als öffentliches Recht, als Recht zur Begründung und Kanalisierung von Hoheitsgewalt, im öffentlichen Interesse und unter Kontrolle der Öffentlichkeit. Die Transparenz von internationalen Institutionen und Rechtssetzungs- und Umsetzungsverfahren kann somit das Demokratiedefizit des Völkerrechts, also das Fehlen eines Weltparlaments, eines demokratischen Rechtssetzungsverfahrens, und eines direkten Mitspracherechts der Bürger bei der Besetzung internationaler Ämter, abmildern.
Völkerrechtsgeschichte kann mit Hilfe von Ansätzen der Globalgeschichte neu geschrieben werden. Der Global-History-Ansatz sensibilisiert für das Problem des Eurozentrismus der Völkerrechtsentwicklung und ihrer Darstellung und erlaubt es, außereuropäische Einflüsse besser zu erkennen und zu würdigen.
Das Individuum genießt „subjektive internationale Rechte“ und Pflichten, die sozusagen unterhalb der Schwelle der besonders hochwertigen Menschenrechte liegen, beispielsweise im internationalen Arbeitsrecht, Flüchtlingsrecht, humanitären Völkerrecht usw. Die Anerkennung dieser Rechtspositionen und der darin zum Ausdruck kommenden (vorausliegenden) Völkerrechtsfähigkeit des Menschen erlauben es, das Individuum als ursprüngliches und normativ vorrangiges (nicht nur von den Staaten abgeleitetes und nachrangiges) Völkerrechtssubjekt zu qualifizieren. Die Verschiebung vom Staat als Ausgangspunkt des Völkerrechts zum Menschen stellt einen Paradigmenwechsel der Völkerrechtsordnung dar.
Globales Tierrecht soll als Forschungsfeld etabliert und erschlossen werden, um die durch Globalisierung, Outsourcing und Standortmobilität unterminierten Tierschutzstandards zu wahren und um neue Konzepte wie Grundrechte von Tieren, den Mitbürgerstatus von Tieren, die Souveränität von Wildtieren über natürliche Ressourcen zu erforschen. Das neue Forschungsfeld kann im Zuge des „animal turn“ der Geistes- und Sozialwissenschaften aus zahlreichen Nachbardisziplinen Anregungen empfangen.

## Auszeichnungen
- Buchpreis 2014 der American Society of International Law („Certificate of Merit in a specialized area of international law“) für das Handbook of the History of International Law (Oxford University Press 2012).
- Dissertationspreis der Wissenschaftlichen Gesellschaft in Freiburg im Breisgau für die Dissertation Das Gebietsreferendum im Völkerrecht: seine Bedeutung im Licht der Staatenpraxis nach 1989.
- 2021 Bundesverdienstkreuz 1. Klasse

## Schriften (Auswahl)
- als Herausgeberin mit Randall Lesaffer: The Historiography of International Law (= The Cambridge History of International Law. Band 1). Cambridge University Press, Cambridge 2024, ISBN 978-1-108-76765-1, doi:10.1017/9781108767651.
- Beyond Human Rights: The Legal Status of the Individual in International Law. Cambridge University Press, Cambridge 2016, (überarbeitete und ergänzte englische Version von: Jenseits der Menschenrechte), ISBN 978-1-107-16430-7.
- Völkerrecht, Allgemeiner Teil. 4. überarbeitete Auflage. Schulthess, Zürich 2016, ISBN 978-3-7255-7348-6.
- zus. mit Isabelle Ley: The Freedom of Peaceful Assembly in Europe. Nomos, Baden-Baden 2016, ISBN 978-1-5099-0699-4.
- Drei Versionen der Verhältnismässigkeit im Völkerrecht, in: Giovanni Biaggini, Oliver Diggelmann, Christine Kaufmann (Hrsg.): Polis und Kosmopolis, Festschrift für Daniel Thürer. Nomos Verlag, Baden-Baden 2015, S. 589–603 online
- Tier-Recht im Zeitalter des Menschen, in: Jürgen Renn, Bernd Scherer (Hrsg.): Das Anthropozän – Zum Stand der Dinge. Matthes & Seitz, Berlin 2015, ISBN 978-3-95757-153-3, S. 67–87
- Corruption and Human Rights, in: Basel Institute on Governance – Working Paper No. 20, 2015, S. 1–34, online
- als Hrsg. mit Saskia Stucki, Livia Boscardin: Animal Law: Reform or Revolution? Schulthess, Zürich 2015, ISBN 978-3-7255-7311-0
- The Transparency Turn in International Law, in: The Chinese Journal of Global Governance 1, 2015, S. 3–15 online
- Has the Advisory Opinion’s Finding that Kosovo’s Declaration of Independence was not Contrary to International Law set an Unfortunate Precedent? In: Marko Milanović, Michael Wood (Hrsg.): The Law and Politics of the Kosovo Advisory Opinion. Oxford University Press, Oxford 2015, S. 291–313, ISBN 978-0-19-871751-5.
- Olivier de Frouville (Hrsg.): La transparence comme principe du droit international public, in: Le cosmopolitisme juridique. Pedone, Paris 2015, ISBN 978-2-233-00755-1, S. 171–185.
- Der Mensch im Mittelpunkt des Völkerrechts, in: Dieter Grimm, Alexandra Kemmerer, Christoph Möllers (Hrsg.): Rechtswege. Kontextsensible Rechtswissenschaft vor der transnationalen Herausforderung. (= Recht im Kontext / Band 2). Nomos, Baden-Baden 2015, ISBN 978-3-8487-1182-6, S. 63–77.
- Constitutional Fragments: On the Interaction of Constitutionalization and Fragmentation in International Law, in: Centre for Global Constitutionalism St Andrews – Working Paper 2, 2015, S. 1–42 online
- Die "konstitutionalistische" Frage, in: Claudio Franzius, Tine Stein (Hrsg.): Recht und Politik. Zum Staatsverständnis von Ulrich K. Preuß. Nomos, Baden-Baden 2015, ISBN 978-3-8487-2129-0, S. 109–122.
- Realizando la utopía como un esfuerzo doctrinal, in: Revista del Posgrado en Derecho de la UNAM Julio-Dicembre, 2014, S. 21–57
- The Crimean Vote of March 2014 as an Abuse of the Institution of the Territorial Referendum, in: Christian Calliess (Hrsg.): Liber Amicorum für Torsten Stein zum 70. Geburtstag. Nomos, Baden-Baden 2015, ISBN 978-3-8487-1347-9, S. 278–303.
- Symposium: "The Incorporation of Crimea by the Russian Federation in the Light of International Law", in: Zeitschrift für ausländisches öffentliches Recht und Völkerrecht / Heidelberg Journal of International Law 75 (2015) S. 1–231 (zusammen mit Christian Marxsen, Matthias Hartwig)
- Recht für eine globale Weltgesellschaft: Bedingungen und Grenzen universeller Normsetzung, in: Wissenschaft – Antrieb oder Ergebnis globaler Dynamik? Böhlau, Wien 2014, ISBN 978-3-205-79648-0, S. 131–160.
- Global Constitutionalism, in: Michael T. Gibbons (Hrsg.): The Encyclopedia of Political Thought. Wiley-Blackwell, London 2015, ISBN 978-1-4051-9129-6, S. 1484–1487.
- Immune against Constitutionalisation? in: Anne Peters, Evelyne Lagrange, Stefan Oeter, Christian Tomuschat (Hrsg.): Immunities in the Age of Global Constitutionalism. Brill Nijhoff, Leiden 2015, ISBN 978-90-04-25162-5, S. 1–19.
- Jenseits der Menschenrechte: Die Rechtsstellung des Individuums im Völkerrecht. Mohr Siebeck, Tübingen 2014., ISBN 3-7890-3857-1.
- Liberté, égalité, animalité, Ein (Anti-)Schlachtruf, Das Magazin Nr. 23 der Kulturstiftung des Bundes, Oktober 2014, S. 12–15, online
- Transparency in International Law. Cambridge University Press, Cambridge, 2013, 620 S. (Hrsg. mit Andrea Bianchi), ISBN 978-1-107-02138-9
- Realizing Utopia as a Scholarly Endeavour, European Journal of International Law 24 (2013), S. 533–552, online
- zus. mit Tilmann Altwicker: Europäische Menschenrechtskonvention: Mit rechtsvergleichenden Bezügen zum deutschen Grundgesetz. 2. Auflage. Beck, München 2012, ISBN 978-3-406-63216-7.
- als Hrsg. mit Bardo Fassbender, Daniel Högger, Simone Peter: Oxford Handbook of the History of International Law. Oxford University Press, Oxford 2012, ISBN 978-0-19-959975-2.
- als Hrsg. mit Lukas Handschin, Daniel Högger: Conflict of Interest in Global, Public and Corporate Governance. Cambridge University Press, Cambridge 2012, ISBN 978-1-107-02932-3.
- Rollen von Rechtsdenkern und Praktikern – aus völkerrechtlicher Sicht, in: Paradigmen im internationalen Recht. Implikationen der Weltfinanzkrise für das internationale Recht. Berichte der deutschen Gesellschaft für Völkerrecht, Band 45. CF Müller, Heidelberg 2012, S. 105–173.online
- zus. mit Jan Klabbers, Geir Ulfstein: The Constitutionalization of International Law, expanded paperback edition with new epilogue. Oxford University Press, Oxford 2011, ISBN 978-0-19-954342-7.
- als Hrsg. mit Lucy Köchlin, Till Förster, Gretta Fenner Zinkernagel: Non-State Actors as Standard Setters. Cambridge University Press, Cambridge 2009, ISBN 978-0-521-11490-5.
- Humanity as the A and Ω of Sovereignty, European Journal of International Law 20 (2009), S. 513–544, online
- Die Zukunft der Völkerrechtswissenschaft: Wider den epistemischen Nationalismus, Zeitschrift für ausländisches öffentliches Recht und Völkerrecht/Heidelberg Journal of International Law 67 (2007), S. 721–776, online
- Compensatory Constitutionalism: The Function and Potential of Fundamental International Norms and Structures, Leiden Journal of International Law 19 (2006), S. 579–610, online
- Privatisierung, Globalisierung und die Resistenz des Verfassungsstaates, in: Staats- und Verfassungstheorie im Spannungsfeld der Disziplinen, Franz Steiner Verlag, Wiesbaden 2006, S. 100–159.
- Elemente einer Theorie der Verfassung Europas. Duncker & Humblot, Berlin 2001, ISBN 3-428-10602-4.
- Women, Quotas and Constitutions: A Comparative Study of Affirmative Action for Women in American, German, European Community and International Law. Kluwer Law International, Dordrecht/London/Boston 1999, ISBN 90-411-9708-7.
- Das Gebietsreferendum im Völkerrecht: Seine Bedeutung im Licht der Staatenpraxis nach 1989. Nomos, Baden-Baden 1995, ISBN 3-7890-3857-1.

## Interviews
- Svenja Goltermann, Kijan Espahangizi, Monika Dommann: Macht und Ohnmacht des Völkerrechts. Interview mit Anne Peters. In: Merkur. Band 73, Nr. 5, 1. Mai 2019, ISSN 0026-0096, S. 5–16 (merkur-zeitschrift.de [abgerufen am 3. Mai 2019]).